# Tekaman Village
Tekaman Village är en ort i Kiribati.   Den ligger i örådet Tabiteuea och ögruppen Gilbertöarna, i den sydöstra delen av landet, 300 km sydost om huvudstaden Tarawa. Tekaman Village ligger 8 meter över havet och antalet invånare är 248. Den ligger på ön Eanikai.
Terrängen runt Tekaman Village är mycket platt.  Närmaste större samhälle är Eita Village, 8,9 km sydost om Tekaman Village. 